# Seulles
Pour les articles homonymes, voir Seulles (homonymie).
La Seulles est un fleuve côtier du nord-ouest de la France, en Normandie, dans le département du Calvados, qui se jette dans la Manche à Courseulles-sur-Mer.

## Géographie
La Seulles est le moins long des cinq principaux fleuves côtiers du département du Calvados après l'Orne, la Vire, la Touques et la Dives. La longueur de son cours est de 71,8 km. Le bassin de la Seulles est situé entre les bassins de l'Orne à l'est et de la Vire à l'ouest.
La Seulles prend sa source dans le Bois de Brimbois au lieu-dit le Grand Champ, sur la commune de Jurques, à 286 mètres d'altitude sur les premières hauteurs du Massif armoricain. Elle traverse le Pré-Bocage et le Bessin, et se jette dans la Manche à Courseulles-sur-Mer.
Jadis son embouchure se trouvait à la limite de Bernières et Graye-sur-Mer, car le territoire de Courseulles n'allait pas jusqu'au rivage. Au lieu-dit la Cassine elle se jetait dans la Manche. Après l'assèchement et le comblement du marais qui précède son embouchure actuelle, le cours de la Seulles, après deux méandres, aboutit dès lors dans la partie subissant la marée du port de Courseulles qui fut construit à partir de 1835 pour les besoins de la navigation.

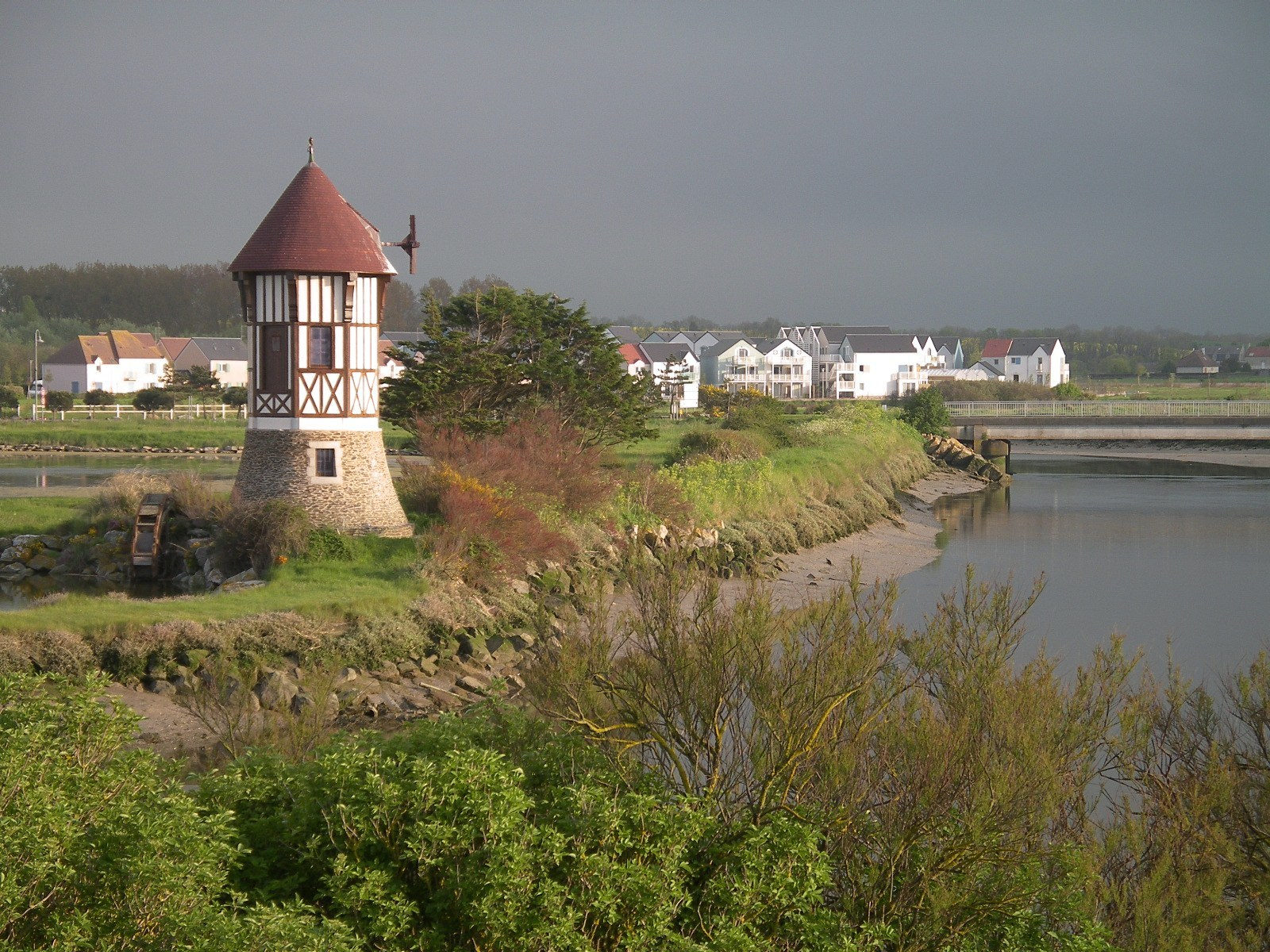
La Seulles à son embouchure à Courseulles-sur-Mer avec un ancien moulin à vent à colombages.
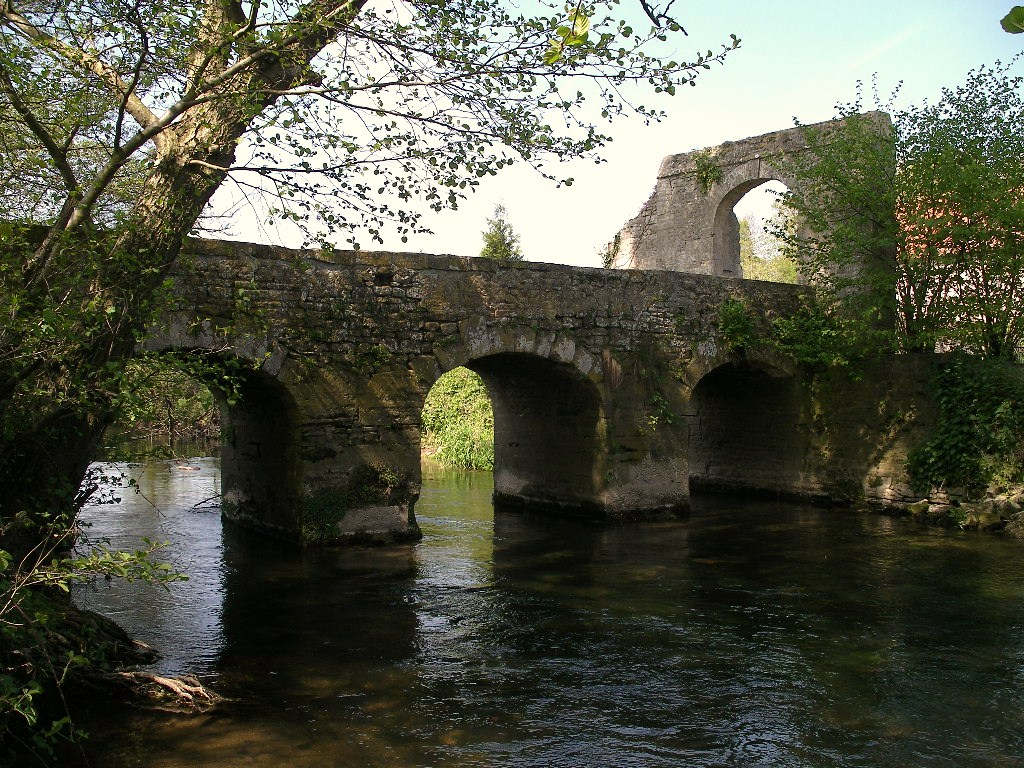
Pont du Bigard enjambant la Seulles au Manoir.

### Principales villes traversées
- Tilly-sur-Seulles, Creully, Courseulles-sur-Mer.

### Communes et cantons traversés
Dans le seul département du Calvados, la Seulles traverse trente-et-une communes, quatre cantons dans trois arrondissements :
- dans le sens amont vers aval : Dialan sur Chaîne (commune déléguée de Jurques, source), Saint-Pierre-du-Fresne, Cahagnes, Seulline (Coulvain), Amayé-sur-Seulles, Aurseulles (Anctoville et Feuguerolles-sur-Seulles), Saint-Louet-sur-Seulles, Villy-Bocage, Saint-Vaast-sur-Seulles, Hottot-les-Bagues, Juvigny-sur-Seulles, Tilly-sur-Seulles, Fontenay-le-Pesnel, Bucéels, Audrieu, Chouain, Ducy-Sainte-Marguerite, Condé-sur-Seulles, Nonant, Carcagny, Vaux-sur-Seulles, Esquay-sur-Seulles, Vienne-en-Bessin, Le Manoir, Creully sur Seulles (Saint-Gabriel-Brécy, Villiers-le-Sec et Creully), Ponts sur Seulles (Tierceville et Amblie), Colombiers-sur-Seulles, Reviers, Banville, Graye-sur-Mer, Courseulles-sur-Mer (confluence).

Soit en termes de cantons, la Seulles prend sa source dans le canton des Monts d'Aunay, traverse les cantons de Thue et Mue et de Bayeux et a son embouchure sur le canton de Courseulles-sur-Mer, le tout dans les arrondissements de Vire, de Bayeux  et de Caen.

### Toponymes
La Seulles a donné son nom aux onze communes suivantes du  Calvados : Amayé-sur-Seulles, Saint-Louet-sur-Seulles, Saint-Vaast-sur-Seulles,  Juvigny-sur-Seulles, Tilly-sur-Seulles, Condé-sur-Seulles, Vaux-sur-Seulles, Esquay-sur-Seulles, Colombiers-sur-Seulles, et Aurseulles .
Elle a aussi donné ce nom à un hameau, Feuguerolles-sur-Seulles, à deux de ses affluents la Seulline et la Seullette, et aussi à deux intercommunalités : communauté de communes du Val de Seulles, communauté de communes de Bessin, Seulles et Mer.

### Bassin versant
La Seulles traverse quinze zones hydrographiques. Son bassin versant est de 430 km2 de superficie. ce bassin versant contient 250 km de linéaire de cours d'eau.
Le bassin versant a fait l'objet d'une étude historique des aménagements hydrauliques et la dynamique des paysages des petits cours d’eau depuis le XVIIIe siècle (basée sur l'observation des cadastres anciens ; cadastre napoléonien notamment).

### Organisme gestionnaire
L'organisme gestionnaire est le SMSA ou Syndicat Mixte de la Seulles et de ses Affluents, sis à Fontenay-le-Pesnel. Celui-ci « restaure et entretien, depuis 2009, les cours d’eau du bassin versant de la Seulles ».

## Affluents
La Seulles a vingt-six affluents référencés dont :
- le ruisseau la Seulline (rd[note 1]) 2,5 km sur Saint-Pierre-du-Fresne et Jurques,
- la Seullette (rg) 6,6 km sur Saint-Martin-des-Besaces (source) Saint-Jean-des-Essartiers et confluant à Cahagnes,
- le Calichon (rg) 6,9 km sur les cinq communes de Livry, Anctoville, Cahagnes, Caumont-l'Éventé, Amayé-sur-Seulles avec un affluent :
  - le ruisseau de Canflais (rd) 2,6 km sur les deux communes de Livry et Cahagnes.
- le Ruisseau David (rd), 2,4 km sur les deux communes de Anctoville et Saint-Louet-sur-Seulles.
- la Seulline (rd), 11,3 km sur les six communes de Saint-Georges-d'Aunay, Tracy-Bocage, Maisoncelles-Pelvey, Villers-Bocage, Saint-Louet-sur-Seules, Villy-Bocage avec six affluents :
  - le ruisseau du Bus (rg), 4,5 km sur les deux communes de Tracy-Bocage, Coulvain.
  - l'Ecanet,
  - le ruisseau du Coudray (rg), 3,5 km sur les trois communes de Tracy-Bocage, Amayé-sur-Seulles, Saint-Louet-sur-Seulles avec un affluent :
    - le ruisseau du Pont Chouquet (rg), 1,1 km sur les trois communes de Tracy-Bocage, Amayé-sur-Seulles, Saint-Louet-sur-Seulles.
- le Candon (rg), 10,1 km sur les quatre communes de Hottot-les-Bagues, Livry, Anctoville et Saint-Germain-d'Ectot.
- le Ruisseau du Coisel ou ruisseau de la fontaine Colas, 5,7 km sur les quatre communes de Hottot-les-Bagues, Saint-Vaast-sur-Seulles, Monts-en-Bessin, Villy-Bocage avec trois affluents :
  - le ruisseau de Launee, 2,5 km sur Monts-en-Bessin, Villy-Bocage.
  - le ruisseau de Fains, 2,9 km sur Monts-en-Bessin, Villy-Bocage.
  - le ruisseau du Coisel, 2,2 km sur Monts-en-Bessin, Saint-Vaast-sur-Seulles.
- le Bordel en rive droite 10,9 km sur Tessel, Noyers-Bocage, Tilly-sur-Seulles, Tournay-sur-Odon et confluant à Fontenay-le-Pesnel,
- le ruisseau de Pont Saint-Esprit (rg), 6,4 km sur les deux communes de Bucéels et Lingèvres avec deux affluents :
  - le Douet du Cordillon (rd), 2,6 km sur la seule commune de Lingèvres.
  - le ruisseau du pont Tueloup (rd), 3,2 km sur les quatre communes de Hottot-les-Bagues, Bucéels, Lingèvres, Tilly-sur-Seulles.
- la Thue en rive droite 12,4 km à Amblie de rang de Strahler 2.
- la Mue en rive droite 21,8 km à Reviers sur douze communes avec trois affluents :
  - le Vey (rd) 1,6 km sur deux communes
  - le Douet (rg), 1,9 km sur deux communes
  - la Chironne (rg), 8,5 km sur six communes[6],[note 2]

### Rang de Strahler
Le rang de Strahler de la Seulles est donc de quatre par la Seulline.

## Hydrologie

### La Seulles à Tierceville
La Seules a été observée à Tierceville depuis le 1er septembre 1971  à 8 m d'altitude pour un bassin versant de 256 km2. Le module y est de 2,54 m3/s.

### Étiage ou basses eaux
À l'étiage, c'est-à-dire aux basses eaux, le VCN3, en cas de quinquennale sèche s'établit à 0,270 m3/s, un peu plus du dixième du module à 2,54 m3/s.

### Crues
Sur cette période d'observation, le débit journalier maximal a été observé le 25 janvier 1995 pour 38,10 m3/s. Le débit instantané maximal a été observé le 26 décembre 1999 avec 40,00 m3/s en même temps que la hauteur maximale instantanée de 2 710 mm soit 2,71 m.
Le QIX 2 est de 17 m3/s et le QIX 5 est de 24 m3/s, le QIX 10 est de 29 m3/s, le QIX 20 est de 33 m3/s et le QIX 50 est de 39 m3/s. le QIX 100 est non calculé, vu la période d'observation de 50 ans.

### Lame d'eau et débit spécifique
La lame d'eau écoulée dans cette partie du bassin versant de la rivière est de 314 millimètres annuellement, ce qui est dans la moyenne en France. Le débit spécifique (Qsp) atteint 9,9 litres par seconde et par kilomètre carré de bassin.

## Aménagements et écologie

### ZNIEFF's
La Seulles a fait l'objet de deux ZNIEFF de type I :
- la ZNIEFF 250006505 - Vallées de la Seulles, de la Mue et de la Thue, de 1 145 hectares décrite depuis 1983 sur vingt-deux communes[7]

- la ZNIEFF 250008151 - Basse vallée de la Seulles, de 178 hectares décrite depuis 1987 sur les six communes de Amblie, Banville, Colombiers-sur-Seulles, Courseulles-sur-Mer, Graye-sur-Mer et Reviers[8]

## Vallée de la Seulles
- Vieux pont de Juvigny-sur-Seulles.
- Église Saint-Pierre de Tilly-sur-Seulles.
- Château de Vaussieux à Vaux-sur-Seulles.
- Château de Vienne-en-Bessin.
- Église Saint-Pierre de Vienne-en-Bessin.
- Prieuré de Saint-Gabriel à Saint-Gabriel-Brécy.
- Église Saint-Martin de Creully.
- Château de Creully.
- Église Saint-Vigor de Colombiers-sur-Seulles.
- Menhir des Demoiselles à Colombiers-sur-Seulles.
- Église Saint-Pierre d'Amblie.

## Galerie

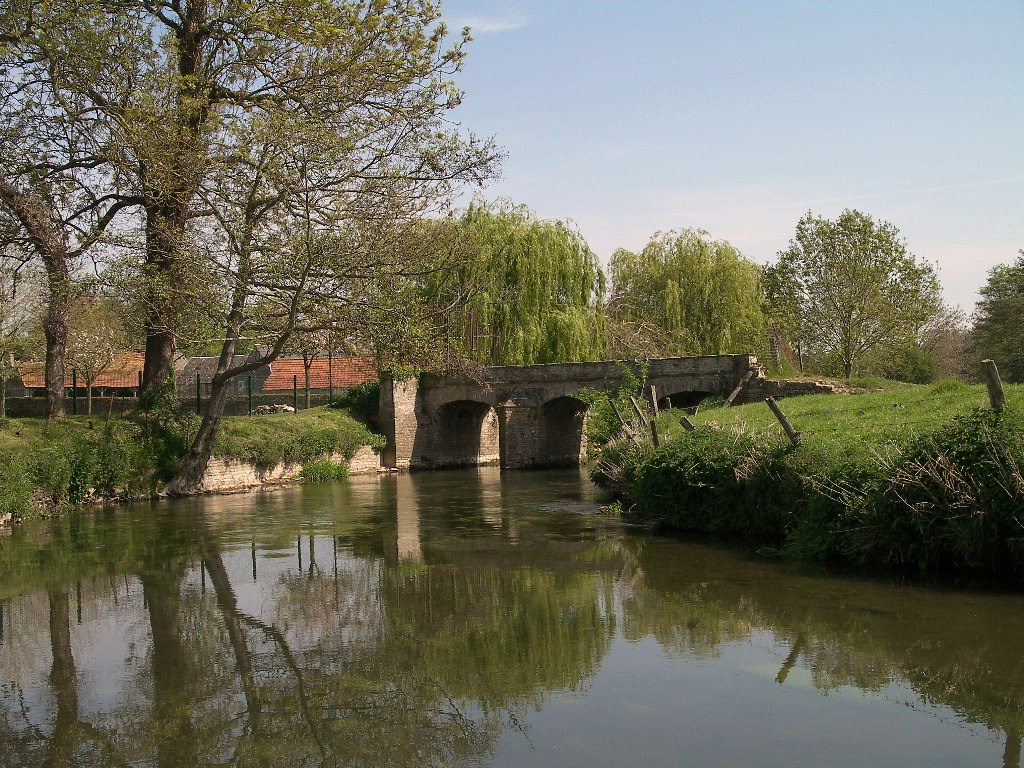
Pont de l'Abbé-Philippe enjambant la Seulles au Manoir.
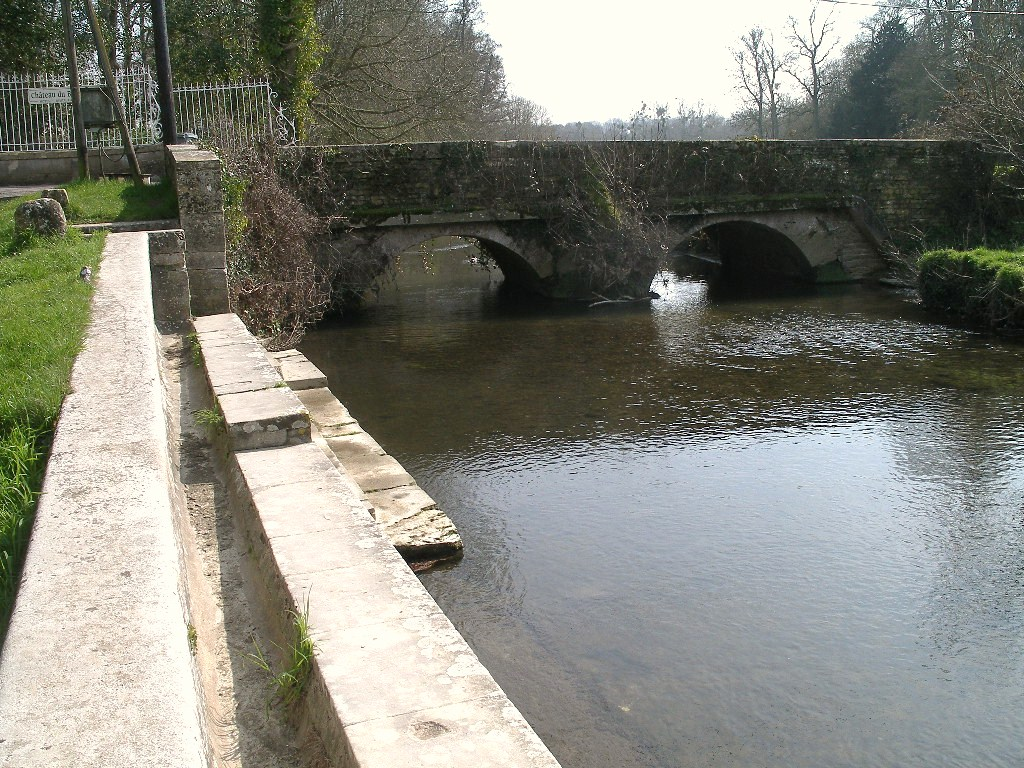
Pont et lavoir sur la Seulles à Colombiers-sur-Seulles.
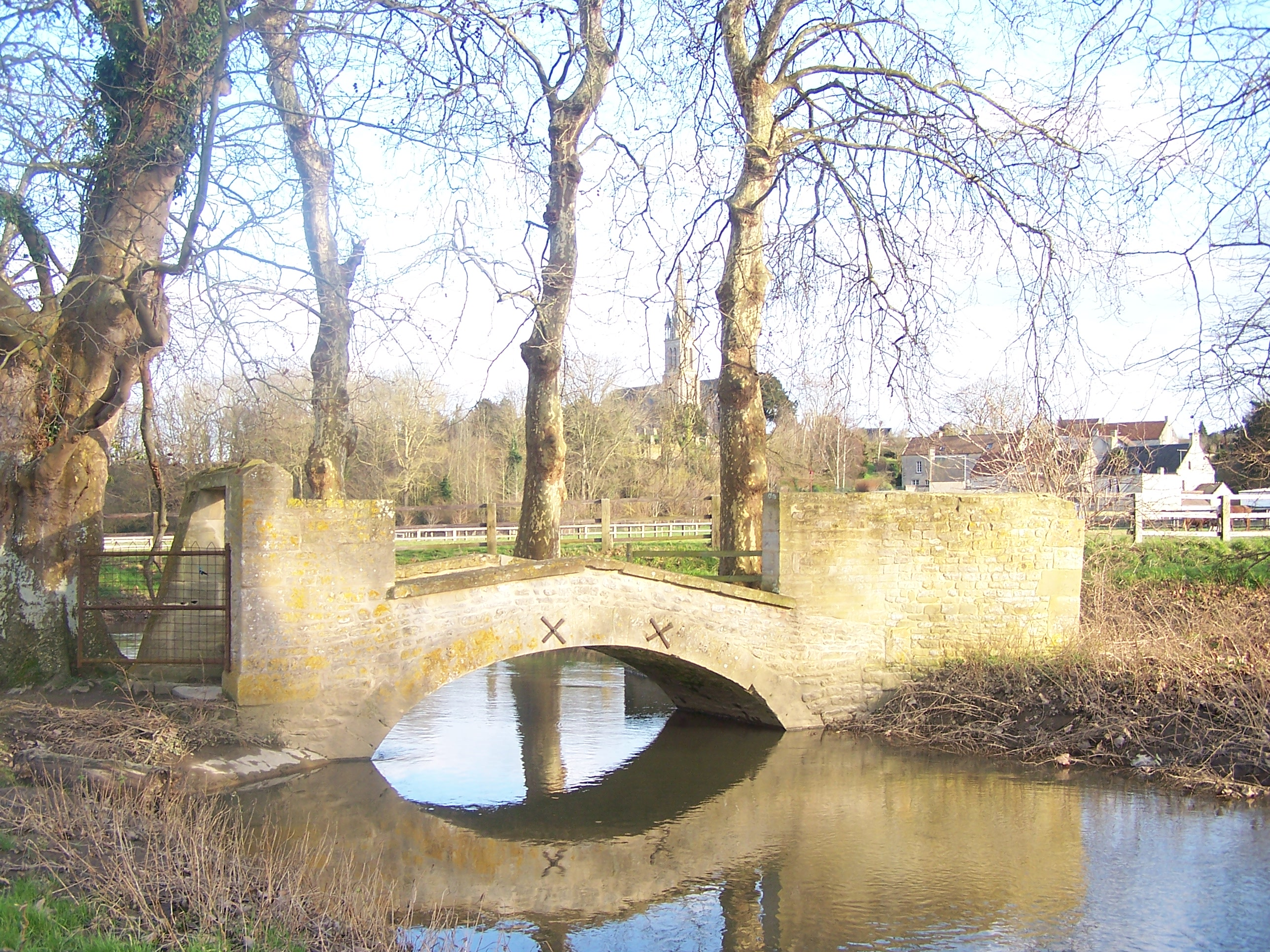
Pont piéton d'Amblie du XVIIIe siècle.
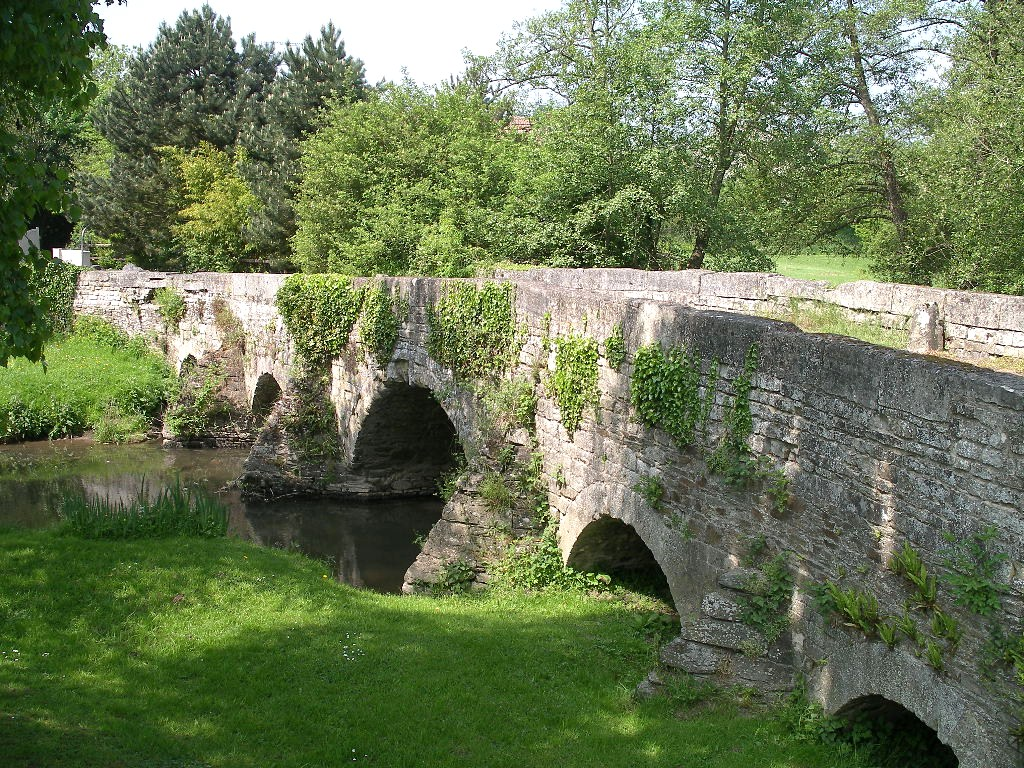
Vieux pont du XVe siècle à Juvigny-sur-Seulles.
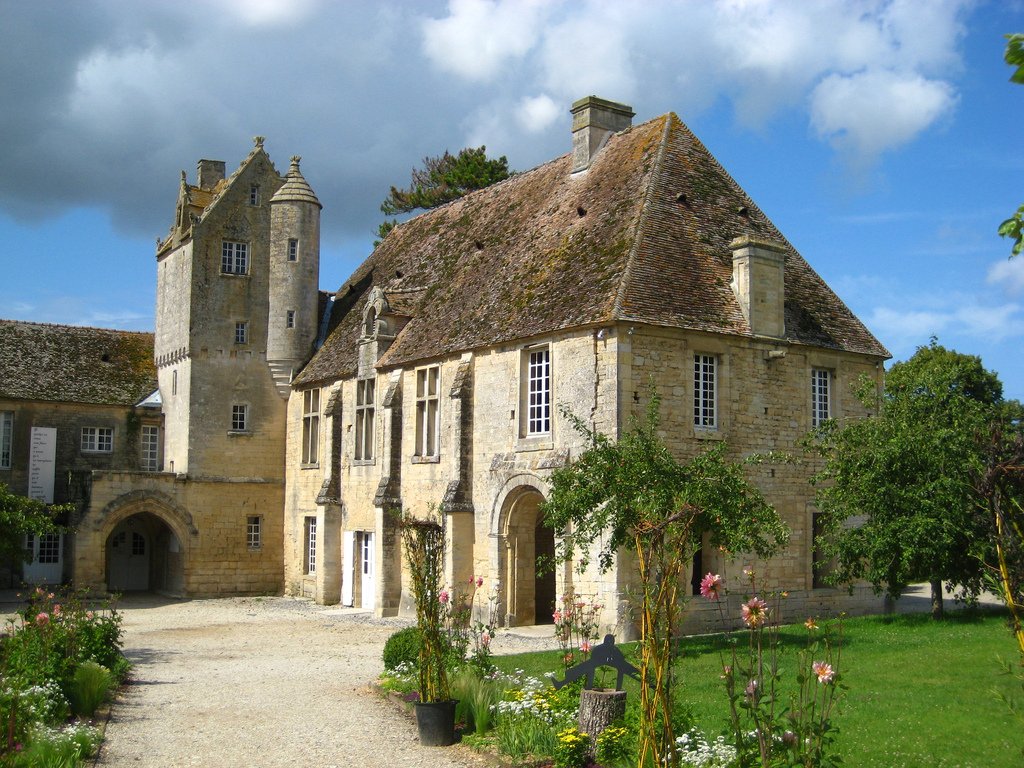
Logis seigneurial du prieuré de Saint-Gabriel à Saint-Gabriel-Brécy.